# آبجکت ۲۷۹
آبجکت ۲۷۹ کوتین (به روسی: Объект 279 Котин) یک تانک سنگین آزمایشی ساخت اتحاد جماهیر شوروی است که در اواخر سال ۱۹۵۹ ساخته شد.
این تانک با هدف مقابله و نبرد در زمین‌های متقاطع که توسط تانک‌های معمولی غیرقابل دسترسی است، ساخته شد. این تانک یک موفقیت عظیم و غیرمنتظره در این حوزه بود؛ و در صورت لزوم حتی در برابر موج شوک انفجار هسته ای نیز مقاومت می‌کرد. این تانک به عنوان تانک معاونت فرماندهی عالی برنامه‌ریزی شده بود. که با ممنوعیت تانک های با وزن بیش از ۵۰ تن از دور خارج شد.